# Saint-Maixant, Creuse
 Saint-Maixant  là một xã thuộc tỉnh Creuse trong vùng Nouvelle-Aquitaine miền trung nước Pháp. Xã này nằm ở khu vực có độ cao trung bình 560 mét trên mực nước biển.